# キー (機械要素)

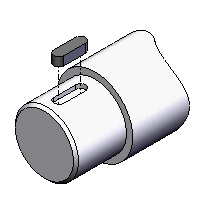
キー溝にはめ込まれる

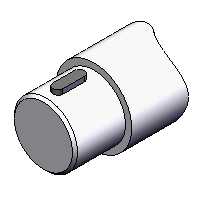

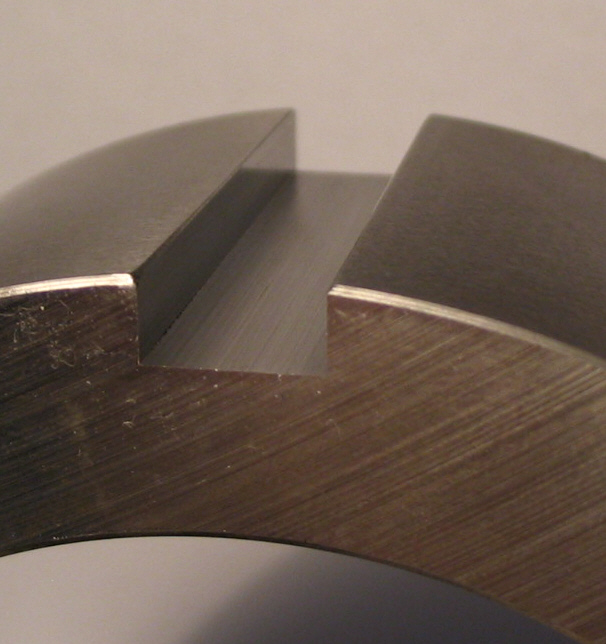
キー溝

キー（英語：key）とは、軸からの動力を他の機械要素（歯車など）へ効率良く伝えるための機械要素である。マシンキーともいう。
キーを差し込む穴を「キー溝（きーみぞ）」（英語：keyway）という。

## キーの形状
- 両角形
- 両丸形
- 片丸形

## 種類
- 平行キー
  - ねじ用穴無し
  - ねじ用穴付き
- 平キー
- くらキー
- 滑りキー
- こう配キー
- 半月キー

鉄鋼(S45C,S50C,SUS304など)が主に使われる。

## 強度
キーが変形すると全く使い物にならなくなってしまう。ここで、キーの代表として平行キーのせん断強度を計算するための式を挙げる。キーではせん断応力が問題となる。トルクの大きさT[N・m]を伝達する直径d[m]の軸に使うキーの幅をb[m]、キーの長さを{\displaystyle l}[m]とした時キーが受けるせん断応力{\displaystyle \tau }[Pa]は、
{\displaystyle \tau ={\frac {\frac {T}{d/2}}{bl}}}
となる。計算して求めたせん断応力をキーの材質、安全率を含んだ許容応力以内にする必要がある。

## 問題点
最も一般的に用いられる平行軸と平行キーの組み合わせの場合、交番荷重（大きさとともに荷重の方向が繰り返しかわる荷重）が作用すると、軸とともにフレッチング摩耗を起こすことがある。対策として
- 軸の嵌合をきつくする。
- キー溝をJIS精級（旧JISの思想）にする。
- テーパー軸と半月キーの組み合わせにする。
- 接線キー（軸の接線方向に加工された溝に、組み合わせると直方体状になるクサビ型のキーを入れる）を用いる。

等の方法があるが共に高い工作精度を要する。
フレッチング摩耗は、軸側、穴側ともに摩耗を発生させ、修理費の増大を起こすため、ベアリングのクリープ摩耗と同様にデザインレベルでの対策が必要となる。
キーを高速回転する軸に使用すると振動の原因になる。

## 規格
キーの大きさはJIS規格で規格化されている。ただ過去の規格改定時に寸法、公差が見直されたため、古い機械などに適用する場合には新JIS、旧JISの確認が必要である。
- JIS B1301（キーおよびキー溝）
- JIS B1302（半月キーおよびキー溝）
- JIS B1303（滑りキーおよびキー溝）